# Horrorscope
Horrorscope   é o quinto álbum de estúdio da banda de Thrash Metal Overkill, lançado em 3 de Setembro de 1991. Foi o primeiro álbum do grupo a contar com o duo de guitarristas Merritt Gant e Rob Cannavino, e o último a ser lançado pela Megaforce Records; embora permanecessem na Atlantic até 1995.
Depois da saída do guitarrista de longa data e compositor Bobby Gustafson, que deixou a banda após desentendimentos com o baixista DD Verni, o Overkill acrescentou dois novos guitarristas: Rob Cannavino (que tinha sido técnico de guitarra de Gustafson's) e Merritt Gant (ex-guitarrista da banda Fight Or Fear). O baterista Sid Falck deixou a banda durante a turnê Horrorscope em 1992, sendo substituído pelo ex-M.O.D., o baterista Tim Mallare.
O álbum chegou à posição 29 na parada musical norte-americana Billboard Heatseekers e, até 2010, era o álbum mais vendido do Overkill da era Nielsen SoundScan, tendo vendido mais de 120 mil cópias nos EUA. Em um artigo de 2013 do site WhatCulture, o álbum ficou em quarto lugar em sua lista de "10 maiores álbuns de thrash metal de todos os tempos".

## Faixas
Todas as faixas foram compostas pelo Overkill, com exceção das anotadas.
| N.º | Título                        | Duração |  |
| 1.  | "Coma"                        | 5:23    |  |
| 2.  | "Infectious"                  | 4:04    |  |
| 3.  | "Blood Money"                 | 4:07    |  |
| 4.  | "Thanx for Nothin'"           | 4:07    |  |
| 5.  | "Bare Bones"                  | 4:52    |  |
| 6.  | "Horrorscope"                 | 5:49    |  |
| 7.  | "New Machine"                 | 5:18    |  |
| 8.  | "Frankenstein" (Edgar Winter) | 3:28    |  |
| 9.  | "Live Young, Die Free"        | 4:11    |  |
| 10. | "Nice Day... for a Funeral"   | 6:17    |  |
| 11. | "Soulitude"                   | 5:25    |  |

## Formação
- Bobby "Blitz" Ellsworth     — vocal
- D.D. Verni     —  baixo
- Merritt Gant   — guitarra
- Rob Cannavino    — guitarra
- Sid Falck     — bateria

## Páginas externas
- Discografia Overkill!!!